# K (слово латинице)
K (ка) је једанаесто слово латинице, и петнаесто слово српске латинице. Њиме обележавамо безвучни веларни оклузивни сугласник у фонетици српског језика, као и већем броју других језика.

## Историја
Слово K је почело као египатски хијероглиф D, да би се кроз векове развило у K какво данас познајемо.
| d |

| d |

| Велико писано K | Савремено Римско K | Савремено курзив K | Сигнално наутичко K - ICS Kilo | Брајева абецеда K | Абецеда глувонемих K |
| --------------- | ------------------ | ------------------ | ------------------------------ | ----------------- | -------------------- |
| Велико писано K | Савремено Римско K | Савремено курзив K | Сигнално наутичко K            | Брајева абецеда K | Абецеда глувонемих K |